# Heliophanus patagiatus albolineatus
Heliophanus patagiatus là một phân loài nhện trong họ Salticidae.
Loài này thuộc chi Heliophanus. Heliophanus patagiatus albolineatus được Wladislaus Kulczynski miêu tả năm 1901.